# Entrín Bajo
Entrín Bajo é um município da Espanha na comarca da Terra de Barros, província de Badajoz, comunidade autónoma da Estremadura. Tem 9,7 km² de área e em 2021 tinha 552 habitantes (densidade: 56,9 hab./km²).

## Demografia
| Variação demográfica do município entre 1991 e 2004 [carece de fontes?] | Variação demográfica do município entre 1991 e 2004 [carece de fontes?] | Variação demográfica do município entre 1991 e 2004 [carece de fontes?] | Variação demográfica do município entre 1991 e 2004 [carece de fontes?] |
| ----------------------------------------------------------------------- | ----------------------------------------------------------------------- | ----------------------------------------------------------------------- | ----------------------------------------------------------------------- |
| 1991                                                                    | 1996                                                                    | 2001                                                                    | 2004                                                                    |
| 668                                                                     | 684                                                                     | 649                                                                     | 606                                                                     |